# Cayratia schumanniana
Cayratia schumanniana är en vinväxtart som först beskrevs av Ernest Friedrich Gilg, och fick sitt nu gällande namn av Karl Suessenguth. Cayratia schumanniana ingår i släktet Cayratia och familjen vinväxter. Inga underarter finns listade i Catalogue of Life.